# Cyril Atanassoff
Cyril Atanassoff (Puteaux, 30 giugno 1941) è un ballerino francese di origini bulgare.

## Biografia
Studiò all'École des beaux-arts di Parigi dal 1953 e dal 1957 si unì al Balletto dell'Opéra di Parigi. Promosso a corifeo, nel 1959 divenne "petit sujet" e nel 1960 "grand suhet", prima di diventare ballerino principale nel 1964. Nel corso della sua carriera danzò i passi creati da Peter Van Dijk, Michel Descombey e George Skibine, affermandosi nel 1964 con La damnation de Faust coreografata per lui da Maurice Béjart. Fu il primo interprete di Frollo nel balletto di Roland Petit Notre Dame de Paris (1965), prima di subentrare allo stesso Petit nel ruolo di Quasimodo. Dopo il ritiro dalle scene nel 1986 divenne professore di balletto all'Opéra Garnier nel 1991.